# That's the Way (Led Zeppelin)
That’s the Way is een nummer van de Engelse rockband Led Zeppelin. Het is het achtste nummer van hun derde studioalbum Led Zeppelin III uit 1970.

## Achtergrond
De originele titel van het nummer was "The Boy Next Door". De tekst gaat over een jongen, waarvan de ouders zich verzetten tegen de vriendschap die hij heeft met een andere jongen vanwege diens lange haardracht, en het feit dat hij uit de “foute” buurt van de stad afkomstig is. Het verwijst ook naar de allereerste concerttours van de band in de Verenigde Staten, waarbij ze regelmatig werden lastiggevallen vanwege hun verschijning.

## Compositie
Gitarist Jimmy Page en zanger Robert Plant schreven het nummer in 1970 tijdens hun verblijf in Bron-Yr-Aur, een 18e-eeuws cottage in Snowdonia in Wales. Op de terugweg van een wandeling in de buurt van de cottage, namen de twee het nummer op, op een meegebrachte taperecorder. Toen Page de melodie begon te spelen, improviseerde Plant er de tekst bij. Page beschouwde "That’s the Way" als een doorbraak in hun ontwikkeling als schrijversduo.
Op het nummer wordt gebruik gemaakt van een 12-snarige gitaar, een mandoline en een steelgitaar. Pas op het eind van het nummer komen de bas en de percussie erbij.

## Recensies
In een recensie van het album Led Zeppelin III, beschrijft de Amerikaanse muziekjournalist Lester Bangs (Rolling Stone Magazine) in 1970, het nummer als "het eerste Led Zeppelin nummer dat hem echt heeft geraakt."
De Amerikaanse muziekjournaliste Denise Sullivan (AllMusic), noemt het "een van Led Zeppelins mooiste ballades, in de ware traditie van de folk muziek." 

## Live-uitvoeringen
That’s the Way was vanaf 1970 tot en met 1972 een vast onderdeel van de setlist tijdens concerten van Led Zeppelin. De eerste live-uitvoering was op 28 juni 1970, tijdens het Bath Festival of Blues and Progressive Music, in het Engelse Shepton Mallet.
In mei 1975 werd het nummer gespeeld tijdens de concerten van de band in Earls Court in Londen.

### Live-uitvoeringen op albums
- BBC Sessions (1997), opgenomen op 1 april 1971 in het Paris Theatre in Londen.
- How the West Was Won (2003), opgenomen op 25 juni 1972 in de L.A. Forum, in de Amerikaanse stad Inglewood in de staat Californië.

### Film/Dvd-versies
- Led Zeppelin DVD (2003), opgenomen in mei 1975 tijdens de Earls Court concerten.
- In 2000 verscheen het nummer op de soundtrack van, de door Cameron Crowe gemaakte film, "Almost Famous".[11]

### Andere live-versie
Page and Plant namen het nummer in 1994 op voor hun livealbum No Quarter: Jimmy Page and Robert Plant Unledded.

## Cover-versies
That’s the Way is door diverse artiesten gecoverd. De bekendste zijn:

| Artiest      | Album                              | Jaar |
| ------------ | ---------------------------------- | ---- |
| Thunderhead  | The Ballads '88 - '95              | 1995 |
| Coalesce     | There is Nothing New under the Sun | 1999 |
| John Craigie | Paper Airplane                     | 2012 |
| Sally Tomato | Led Zeppelin III                   | 2013 |